# Левенте Фюреді
Левенте Фюреді (угор. Levente Füredy; нар. 12 січня 1978, Будапешт) — угорський борець греко-римського стилю,  бронзовий призер чемпіонатів світу, учасник Олімпійських ігор.

## Життєпис
Боротьбою почав займатися з 1989 року. 1996 року став срібним призером чемпіонату світу серед юніорів.
Виступав за спортивний клуб «Васутас» Будапешт. Тренери — Цаба Убранковіч, Ференц Кішш.

## Спортивні результати на міжнародних змаганнях

### Виступи на Олімпіадах
| Змагання                    | Збірна   | Вагова категорія                 | Місце |
| --------------------------- | -------- | -------------------------------- | ----- |
| Літні Олімпійські ігри 2004 | Угорщина | греко-римська боротьба, до 66 кг | 15    |

### Виступи на Чемпіонатах світу
| Змагання                        | Збірна   | Вагова категорія                 | Місце  |
| ------------------------------- | -------- | -------------------------------- | ------ |
| Чемпіонат світу з боротьби 2001 | Угорщина | греко-римська боротьба, до 63 кг | 8      |
| Чемпіонат світу з боротьби 2002 | Угорщина | греко-римська боротьба, до 66 кг | 22     |
| Чемпіонат світу з боротьби 2003 | Угорщина | греко-римська боротьба, до 66 кг | Бронза |
| Чемпіонат світу з боротьби 2005 | Угорщина | греко-римська боротьба, до 66 кг | 10     |

### Виступи на Чемпіонатах Європи
| Змагання                         | Збірна   | Вагова категорія                 | Місце |
| -------------------------------- | -------- | -------------------------------- | ----- |
| Чемпіонат Європи з боротьби 2002 | Угорщина | греко-римська боротьба, до 66 кг | 8     |

### Виступи на інших змаганнях
| Змагання                           | Збірна   | Вагова категорія                 | Місце |
| ---------------------------------- | -------- | -------------------------------- | ----- |
| Гран-прі Німеччини з боротьби 2005 | Угорщина | греко-римська боротьба, до 66 кг | 7     |

### Виступи на змаганнях молодших вікових груп
| Змагання                                       | Збірна   | Вагова категорія                 | Місце  |
| ---------------------------------------------- | -------- | -------------------------------- | ------ |
| Чемпіонат Європи з боротьби серед юніорів 1996 | Угорщина | греко-римська боротьба, до 63 кг | 11     |
| Чемпіонат світу з боротьби серед юніорів 1996  | Угорщина | греко-римська боротьба, до 63 кг | Срібло |
| Чемпіонат світу з боротьби серед юніорів 1997  | Угорщина | греко-римська боротьба, до 70 кг | 21     |
| Чемпіонат Європи з боротьби серед юніорів 1998 | Угорщина | греко-римська боротьба, до 70 кг | 5      |
| Чемпіонат світу з боротьби серед юніорів 1998  | Угорщина | греко-римська боротьба, до 70 кг | 14     |